# Du (유닉스)
du(디스크 사용률을 의미하는 disk usage의 준말)는 파일 시스템 상의 특정 디렉터리나 파일 하에 사용되는 파일 공간 사용률을 측정하기 위해 사용되는 표준 유닉스 프로그램이다.

## 역사
du 유틸리티는 AT&T 유닉스 버전 1에 처음 등장하였다. GNU coreutils에 기본 포함된 du는 Torbjorn Granlund, David MacKenzie, Paul Eggert, Jim Meyering에 의해 처음 개발되었다.

## 사양
기본적으로 단일 유닉스 규격(SUS)은 du가 현재 디렉터리에 포함된 각 파일과 디렉터리에 할당된 파일 공간을 표시할 것을 규정하고 있다. 링크는 링크 파일의 크기로 표시되며 어디에 연결되는지를 표시하지는 않는다. 디렉터리의 내용물의 크기는 예측한대로 표시된다.
du는 할당 공간을 보고하며 절대 파일 공간을 보고하지는 않는다. du를 통해 표시되는 파일 시스템의 공간의 양은 파일들이 삭제되었으나 파일 블록이 아직 해제(free)되지 않은 경우 df에 의해 표시되는 바와 차이를 보일 수 있다. 또, 파일시스템의 데이터블록을 할당하는 minfree 설정과 슈퍼 사용자 프로세스들은 전체 블록과 사용 중인/사용 가능한 블록의 합 사이의 차이를 보일 수 있다. minfree 설정은 보통 전체 파일 시스템 크기의 약 5%로 설정된다. 더 자세한 정보의 경우 core utils faq를 참고할 것.

## 사용법
du는 하나의 인수를 받으며 du가 동작하기 위한 경로명을 지정한다. 이를 지정하지 않으면 현재의 디렉터리가 사용된다. SUS는 du에 다음의 옵션을 규정한다:
-a: 기본 출력 외에 디렉터리가 아닌 개별 항목의 정보를 포함한다
-c: 다른 인수에 의해 발견된 디스크 사용률의 총합을 표시한다
-d #: 총합 발생 심도(depth). -d 0은 현재 레벨의 총합, -d 1은 하위 디렉터리의 합계, -d 2는 하위 디렉터리들의 합계 등을 의미한다
-H: 명령 줄에 지정된 링크 참조에 대한 디스크 사용률을 계산한다
-k: 512바이트가 아닌 1024바이트 단위로 크기를 표시한다
-L: 모든 곳의 링크 참조에 대한 디스크 사용률을 계산한다
-s: 포함된 각 디렉터리가 아닌, 현재 디렉터리의 사용률 총합만 보고한다
-x: 경로명 인수가 지정된 장치의 파일과 디렉터리만 탐색한다
다른 유닉스, 유닉스 계열 운영 체제는 추가 옵션이 있을 수 있다. 이를테면, BSD와 GNU du는 사용자가 디스크 사용률을 읽기 더 쉬운 포맷을 표시하는 -h 옵션을 제공한다.

## 예시
킬로바이트(-k) 단위로 디렉터리의 총합을 구한다(-s):
```
$ 
du
 
-sk
 
*

152304  directoryOne

1856548 directoryTwo

```

인간이 읽을 수 있는 포맷(-h : 바이트, 킬로바이트, 메가바이트, 기가바이트, 테라바이트, 페타바이트)으로 디렉터리의 총합(-s)을 구한다:
```
$ 
du
 
-sh
 
*

149M directoryOne

1.8G directoryTwo

```

현재 디렉터리 안의 숨김 파일을 포함하여 모든 하위 디렉터리와 파일의 디스크 사용률을 구한다 (파일 크기순 정렬):
```
 
$
 
du
 
-sk
 
.
[
!.
]
*
 
*
|
 
sort
 
-n

```

현재 디렉터리 안의 숨김 파일을 포함하여 모든 하위 디렉터리와 파일의 디스크 사용률을 구한다 (파일 크기 역순 정렬):
```
 
$
 
du
 
-sk
 
.
[
!.
]
*
 
*
|
 
sort
 
-nr

```

## 같이 보기
- 유닉스 명령어 목록

### 매뉴얼 페이지
- du(1) – 리눅스 사용자 명령어 매뉴얼 페이지

- du(1) – OpenBSD 일반 명령어 매뉴얼 페이지

- du(1) – FreeBSD 일반 명령어 매뉴얼 페이지

- du(1) – NetBSD 일반 명령어 매뉴얼 페이지

- du(1) – DragonFly 일반 명령어 매뉴얼 페이지